# Alcide Ducos du Hauron
Jean-Marie-Casimir, dit Alcide Ducos du Hauron, né le 29 juin 1830 à Coutras (Gironde) et mort le 13 mai 1909 à Savigny-sur-Orge, est un magistrat, poète, écrivain et illustrateur français, frère aîné de Louis Ducos du Hauron, inventeur de l’héliochromie, photographie en couleurs.

## Biographie
Il est le fils de Jérôme Ducos du Hauron, issu d’une vieille famille originaire d’Agen, fonctionnaire des contributions indirectes. Il reçoit une instruction par des précepteurs et fait ensuite des études de droit. Il s’intéresse aux arts et pratique le dessin, la peinture et la poésie. Il s’installe comme avocat à Agen et rejoint la Société des sciences, lettres et arts de cette ville.
À la mort de son père en 1864, Alcide prend en charge son frère cadet Louis, engagé dans ses recherches sur la photographie en couleurs. C’est lui qui rédige et publie les résultats de ces recherches.
En 1868, il est nommé juge au tribunal de Lectoure (Gers). Cette même année, Louis, qui le suit dans tous ses déplacements, dépose son brevet sur la photographie en couleurs. L’année suivante, il est juge à Agen. Il devient président de la société académique et publie plusieurs œuvres poétiques, certaines illustrées de ses propres dessins.
En 1881, il est nommé conseiller à la cour d’appel d’Alger, où il s’installe avec sa famille, y compris Louis. Il y reste jusqu’en 1896, et rentre à Paris pour sa retraite. Il y meurt en 1909.

## Publications
- Le Prieur Oberland, Recueil de la société des sciences, lettres et arts d’Agen, tome VIII, Ie série, 1857
- Les Noces de Poutamouphis, Agen, 1861
- La Danse macabre au dix-neuvième siècle, poème cabalistique, par Al. Ducos Du Hauron, Agen, Pr. Noubel ; Paris, Firmin-Didot frères, 1864
- La Grange du Diable, Agen, Bonnet, 1865
- Bernard Palissy, L’Abeille agenaise, 30 novembre 1862
- Les restes de S. Augustin rapportés à Hippone, Le Glaneur catholique, 1864
- L’Oiseau blanc, Revue d’Aquitaine, 1864
- Fontausil, Revue de l'Agenais, 1874

Sur la photographie en couleurs
- La triplice photographique des couleurs et l'imprimerie : système de photochromographie Louis Ducos du Hauron, Paris, Gauthier-Villars et fils, coll. « Bibliothèque photographique », VI-488 p..
- La photographie des couleurs et les découvertes de Louis Ducos du Hauron  (préf. Émile Gautier), Paris, A.-L. Guyot, 1898, 186 p. (lire en ligne).

- avec Louis Ducos du Hauron :
  - Traité pratique de photographie des couleurs : Système d'héliochromie de Louis Ducos du Huron, Paris, Librairie Gauthier-Villars, 1878, VIII-108 p. (lire en ligne).